# Nukutaunga Island
Nukutaunga Island ist eine kleine Insel im Norden der Nordinsel von Neuseeland.

## Geographie
Die sehr steile, bis zu 108 m hohe Insel ist Teil der Inselgruppe der Cavalli Islands und befindet sich rund 1080 m nordöstlich von Motukawanui Island, der Hauptinsel der Gruppe, die sich im Nordosten von [[Northland (Neuseeland)|Northland]] befindet. Nukutaunga Island besitzt eine Länge von rund 500 m in Nord-Süd-Richtung und eine maximale Breite von rund 376 m in Ost-West-Richtung. Ihre Fläche beträgt rund 11,9 Hektar.
Westlich von Nukutaunga Island befindet sich in nur 45 m Entfernung die rund 40 m hohe und sehr kleine Nachbarinsel Tuturuowae Island und westlich dahinter liegend Panaki Island in einer Entfernung von rund 630 m. Südwestlich von Nukutaunga Island befindet sich in rund 580 m Entfernung die Insel Haraweka Island und südöstlich Motutakupu Island in einer Distanz von rund 640 m.